# آولیاپور
آولیاپور (به لاتین: Auliapur) یک روستا در بنگلادش است که در استان باریسال و در ناحیه باریسال واقع شده است.